# Asesinato de José Canalejas
El asesinato de José Canalejas tuvo lugar en la Puerta del Sol de Madrid el 12 de noviembre de 1912, con el resultado de la muerte del entonces presidente del gobierno de España. De esta forma trágica terminó el segundo intento de «regeneración desde dentro» del régimen político de la Restauración durante el reinado de Alfonso XIII.

## Descripción de los hechos

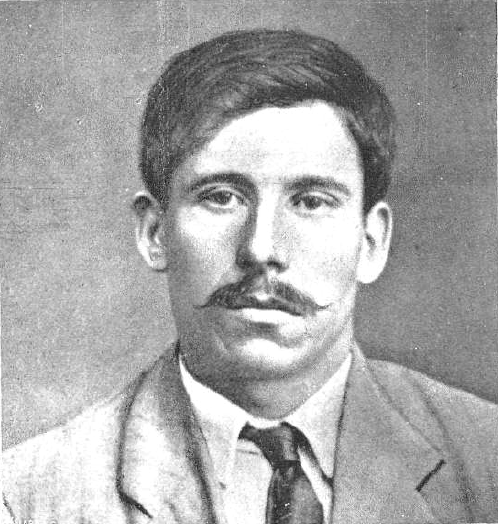
Manuel Pardiñas fue el perpetrador del atentado

José Canalejas, presidente del Consejo de Ministros y líder del Partido Liberal, fue atacado en la mañana de ese día mientras miraba los libros expuestos en el escaparate de la Librería San Martín, a escasos pasos de la esquina de la Puerta del Sol (actual número 6) con la calle Carretas en pleno centro de Madrid. El agresor, Manuel Pardiñas, un anarquista, realizó tres disparos; solamente el tercero alcanzó a Canalejas, que falleció de manera prácticamente instantánea tras perforar la bala su cráneo. Instantes después fue reducido por un policía a golpes de porra y al sentirse acorralado se suicidó disparándose dos disparos con la misma pistola del atentado. Aunque esto ha sido puesto en duda recientemente
Canalejas murió antes de llegar a la sede del Ministerio de la Gobernación donde fue trasladado. Velando el cadáver ya dentro de la librería quedaron admiradores y compañeros de partido entre los que se encontraba el diputado y capitán de navío Emilio Díaz-Moreu. Francisco Franco publicó bajo el seudónimo de Jakim Boor el libro Masonería donde acusó a la masonería de haber asesinado a José Canalejas, siendo él mismo masón, para vengarse de su rebelión.

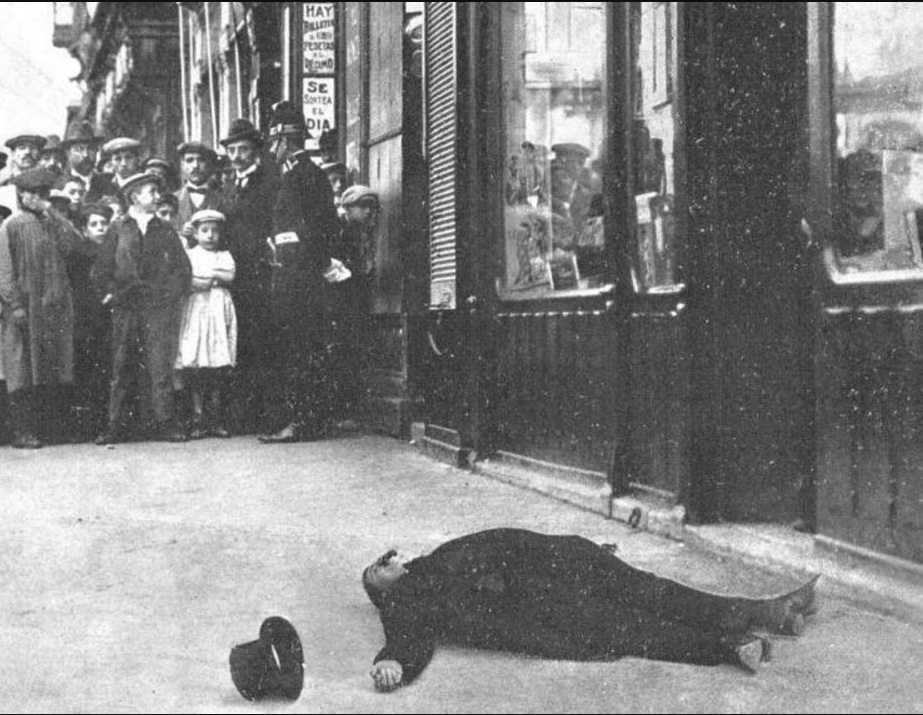
Canalejas abatido en la Puerta del Sol delante de la Librería San Martín

No se puede saber con certeza si el atentado respondió a un plan premeditado o no; la estancia de Pardiñas en la zona podría haber obedecido a su intención de atentar contra Alfonso XIII, pues según la investigación policial la presencia de Canalejas en la Puerta del Sol no pudo haber sido prevista de antemano.

## Consecuencias
El de Canalejas no era el primer asesinato de un jefe de gobierno. En 1870 el general Juan Prim había sido asesinado en un confuso atentado, y en 1897 el político conservador Antonio Cánovas del Castillo también fue asesinado por un anarquista italiano. El asesinato de Canalejas supuso una profunda reorganización de la policía y los servicios de seguridad, lo que incluyó la creación de la nueva Dirección General de Seguridad. También supuso la creación de unidades específicas para combatir el terrorismo anarquista: este fue el caso de la «Brigada de Informaciones» y también de la «Brigada de Anarquismo y Socialismo».
En el ámbito político, la llamada «Crisis de la Restauración» empezó poco después de la desaparición de Canalejas.

## Medios de comunicación
En 1912 Enrique Blanco y Adelardo Fernández Arias realizaron un cortometraje de 5 minutos mudo semidocumental sobre su asesinato y entierro titulado Asesinato y entierro de don José Canalejas, que fue la primera película interpretada por el actor José Isbert, con veintiséis años.
En 2019 el canal de televisión Mega dedicó un capítulo de su serie Crímenes que cambiaron la historia al asesinato de Canalejas.